# 京都市交通局

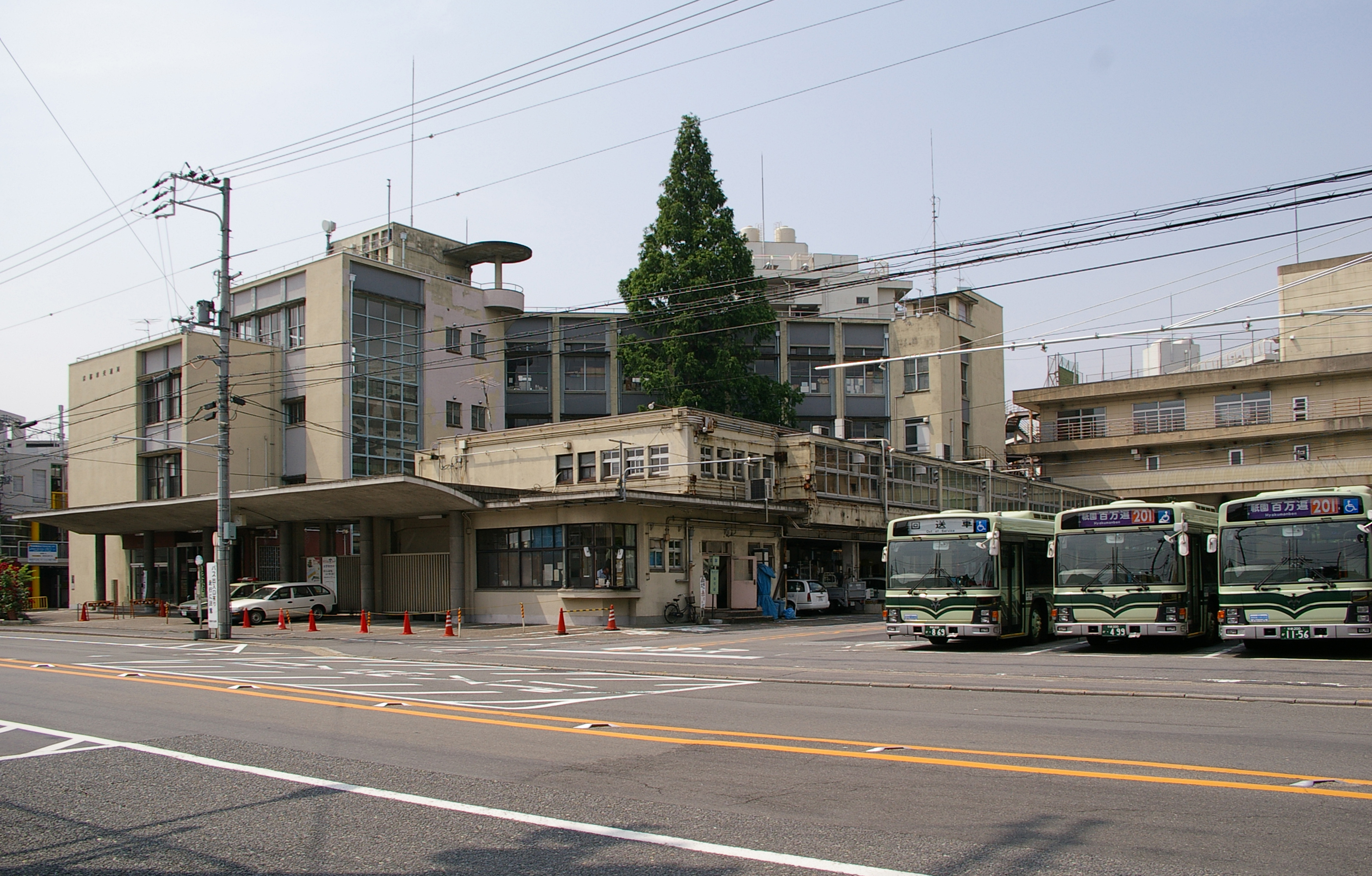
京都市交通局舊大樓（已搬遷）

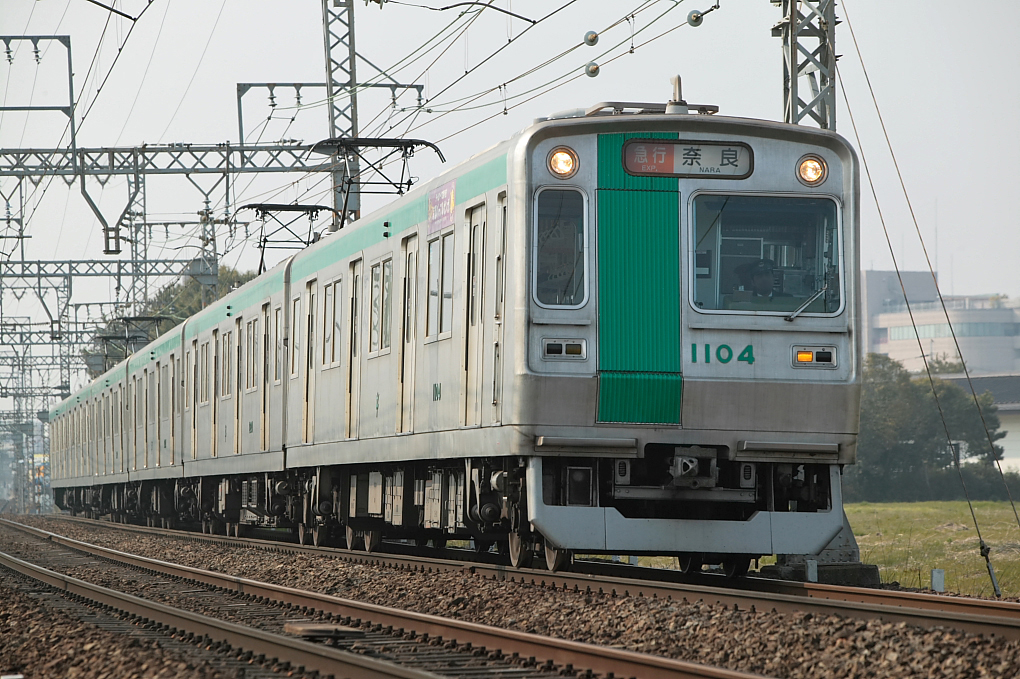
京都市營地下鐵烏丸線列車

京都市交通局（日语：／ Kyōto-shi Kōtsūkyoku */?）是經營京都府京都市內及附近地區公營交通事業的京都市的一家地方公營企業。主要運營地鐵（京都市營）、公車（京都市營巴士）。過去也曾經運營有市電和無軌電車（京都市無軌電車），地鐵主要營運烏丸線和東西線兩條。

## 外部連結
- 京都市交通局網站 （页面存档备份，存于）（日語）